# Deutsche Auswanderung zur Zeit des Australischen Goldrausches
Zur Zeit des australischen Goldrausches von 1851 bis 1861 emigrierten etwa 20.000 Personen aus mehreren deutschen Staaten nach Australien. Damit stellten die Deutschen die drittgrößte Einwanderergruppe, hinter Großbritannien und China. Dennoch waren die deutschen Migranten die wesentlichste Gruppe der Kontinentaleuropäer, die auf den Goldfeldern von Victoria und New South Wales nach Gold gruben, was ihren Einfluss auf die australische Kultur betrifft.

## Die Vorgeschichte des Goldrauschs in Australien
Der Goldrausch in Australien begann 1851 durch die Veröffentlichung der Goldfunde des Goldgräbers Edward Hammond Hargraves nördlich der australischen Stadt Guyong in New South Wales durch die australische Zeitung Sydney Morning Herald.
Der erste Goldfinder in Australien war der irische Landvermesser James McBrien bei Bathurst 1823. Ihm folgten der polnische Forscher und Entdecker Paul Edmund de Strzelecki mit einem Fund in der Nähe von Hartley 1839 und der Geologe William Branwhite Clarke 1844 nahe der Stadt Lithgow. Jedoch befürchtete die australische Kolonialregierung unter Captain Charles La Trobe, dass es durch die Veröffentlichung der Funde zu Ausschreitungen und Chaos in der ehemaligen britischen Strafgefangenenkolonie kommen würde, und hielt deshalb die Funde vorerst geheim.

## Die Funde des Edward Hammond Hargraves 1851

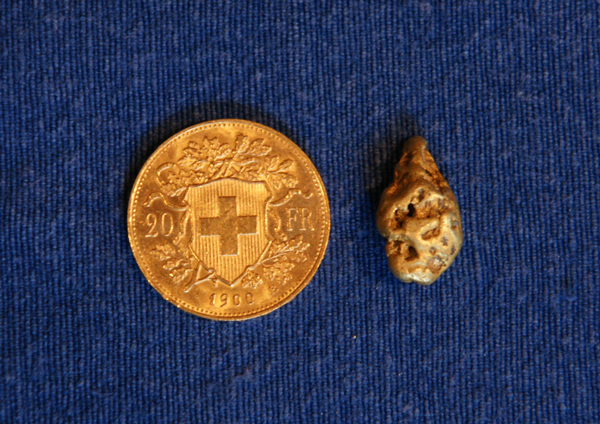
Eine Goldmünze und ein Goldnugget

Edward Hammond Hargraves wurde am 7. Oktober 1816 in der englischen Stadt Gosport geboren und wanderte im Alter von 17 Jahren nach Australien aus, um dort ein Leben als Rinderfarmer nahe der Stadt Bathurst zu führen. Als im Dezember 1848 die Nachrichten von dem ausgebrochenen kalifornischen Goldrausch Sydney erreichten, ging Hargraves im Juli 1849 an Bord der Elizabeth Arden, um sich den kalifornischen Goldsuchern anzuschließen. Nach 78 Tagen auf See erreichte er im Oktober 1849 den Hafen von San Francisco. Seine Suche nach Gold in Kalifornien war nur geringfügig erfolgreich; er bemerkte jedoch, dass die geografischen und geologischen Beschaffenheiten der kalifornischen Goldgräberstätten einem Gebiet nördlich der australischen Stadt Guyong ähnelten. Nach einem Jahr in Kalifornien kehrte Hargraves am 7. Januar 1851 in seine Heimat zurück und machte sich sogleich daran, in dem Gebiet westlich seiner Heimatstadt Bathurst nach Gold zu suchen. Im März 1851 fand er durch Goldwaschen im Fluss Lewis Ponds River 16 Gramm Gold. Auf dem Rückweg verbreitete Hargraves die Nachricht vom Goldfund. Am 2. Mai 1851 veröffentlichte die Zeitung The Sydney Morning Herald einen Artikel über seine Goldfunde. Damit begann der Australische Goldrausch.

## Der Goldrausch in Australien
Nach der Veröffentlichung der Goldfunde verbreitete sich die Nachricht in Australien wie ein Lauffeuer und aus allen Teilen der Kolonie strömten Siedler auf die Goldfelder von Bathurst. Vor allem die Regierung der am 1. Juli 1851 neu gebildeten Kolonie Victoria befürchtete eine Bedrohung ihrer Existenz durch die Massenabwanderung in die Nachbarkolonie New South Wales. Sie setzte ein Gold Discovery Committee ein, das dem ersten Entdecker von Gold in Victoria 200 Pfund als Belohnung versprach. Daraufhin wurde die Umgebung von Melbourne intensiv nach Gold abgesucht, bis im Juli/August 1851 bei Ballarat und Bendigo mehrere Goldadern entdeckt wurden. Bis 1852 schöpften Goldgräber aus diesen Adern Gold im Wert von 16 Millionen Pfund, was die Goldfunde in New South Wales und Kalifornien bei Weitem übertraf.

### Weiterer Verlauf des Australischen Goldrauschs
1852 wurde Gold in Tasmanien, 1858 in Queensland, 1871 im Northern Territory, 1885 an verschiedenen Stellen Westaustraliens und insbesondere in den 1890er Jahren in den westaustralischen Städten Kalgoorie, Boulder und Coolgardie gefunden.

## Deutsche Migration nach Australien (1851–1861)
Über Presseberichte verbreitete sich die Nachricht der Goldfunde in Australien zunächst in Großbritannien – die Times berichtete am 2. September 1851 unter der Überschrift The Gold Fever in Australia – und von dort aus auf das europäische Festland, in die Vereinigten Staaten von Amerika und nach China. Als auch die deutschen Zeitungen und Agenturen von den Goldfunden in Australien berichteten, weckten sie vor allem in der unteren Mittelschicht die Hoffnung, in Australien ein besseres Leben führen zu können als in den deutschen Staaten.
Die deutsche Auswanderung vor der Zeit des Goldrauschs bezog sich lediglich auf Familien- und (Arbeiter-)Gruppen, veränderte sich aber mit dem Beginn des Goldrauschs hin zu einer Einzel- bzw. Kettenauswanderung, da nun vermehrt unverheiratete Männern im Alter von 20 bis 30 Jahren als Goldgräber oder Arbeitskräfte für die Landwirtschaft nach Australien kamen. Einige Jahre später wurde das Bounty-System, bei dem der Arbeitgeber die Überfahrt des Arbeitnehmers bezahlte und sich im Gegenzug der Arbeitnehmer zu mehrjähriger und unbezahlter Arbeit verpflichtete, in Tasmanien eingeführt. Mit dem Bounty-System wurde es erstmals auch Menschen aus der Unterschicht der deutschen Staaten möglich, die Überfahrt nach Australien in Betracht zu ziehen. Auch die Kolonie Queensland führte 1861 ein neues System der Land orders ein, um gezielt Einwanderer für die Landarbeit aus Europa abzuwerben und so das ländliche Gebiet zu erschließen. Diese Land orders waren Wertpapiere, die die Einwanderer bei ihrer Ankunft erhielten und die ihnen von der Kolonialregierung bestimmte Landflächen in Queensland zur Besiedlung übereigneten. Sie bekamen das Land quasi für den gleichen Preis ihrer Überfahrt geschenkt und zahlten es mit Steuern und Arbeit wieder zurück.

## Von Deutschland nach Australien
Die Auswanderung selbst erfolgte über den Seeweg. Größte Anlaufstellen für die aus allen deutschen Staaten angereisten Auswanderer nach Australien wurden die Häfen der Städte Hamburg, Wilhelmshaven, Bremerhaven und Cuxhaven. Die Häfen von Antwerpen und Liverpool waren zwar für ihre billigen Preise, aber auch für ihren Mangel an Verpflegung und Komfort auf den dort auslaufenden Schiffen bekannt. Die deutschen Reedereien hatten wesentlich strengere Auflagen von ihren Regierungen im Vergleich zu den englischen und niederländischen, was sich in den höheren Ticketpreisen widerspiegelte; allerdings garantierten sie, dass immer ausreichend Verpflegung für alle Passagiere der Überfahrt an Bord war. In den deutschen Küstenstädten gingen die Auswanderer samt ihrem wenigen Gepäck, weil ihnen an Bord der Schiffe je nach Passagierklasse oftmals nur ein halber Kubikmeter Stauraum zur Verfügung stand, an Bord der Schiffe.
In den 1830er Jahren entwickelten die Amerikaner einen neuen Schiffstypus, bekannt als Clipper, der größer, schneller und hochseetauglicher war als seine Vorgänger. Dank der Clipper konnte nun eine neue Route nach Australien gefahren werden, die man „The Great Circle Route“ nannte und die den Weg von Liverpool nach Adelaide von ursprünglich 120 auf 76 Tage verkürzte.

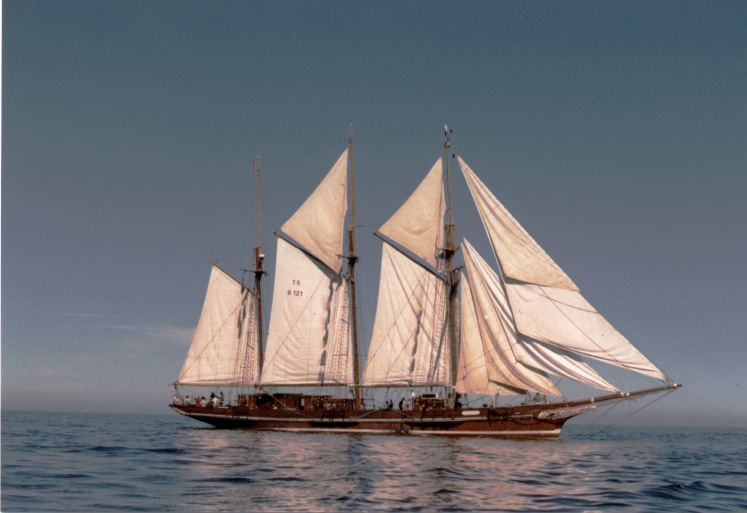
Der Dreimastschoner Amphitrite des amerikanischen Typus Clipper

## Deutsche Einwanderer von 1850 bis 1861 in Zahlen
Die Zahl der deutschen Migranten zur Zeit des Goldrauschs wird auf 5.000 bis 10.000 in den Jahren 1850 bis 1860 geschätzt. Von 1849 bis 1851 landeten sieben Schiffe direkt aus Hamburg im Hafen von Melbourne; 1853 bis 1855 wuchs die Zahl auf insgesamt 42 Schiffe aus Hamburg. Allerdings kam der größte Teil der deutschen Einwanderer nicht mit deutschen, sondern mit englischen, französischen und belgischen Schiffen nach Victoria.
In Victoria lebten 1861 insgesamt 10.418 deutsche Einwanderer (1850 waren es noch rund 4000), in New South Wales 5467 und in Queensland 2124. Von 1854 bis 1855 liefen fünf deutsche Auswandererschiffe die tasmanischen Häfen von Hobart und Launceston an und brachten dort 858 Personen an Land. Der größte Teil der deutschen Auswanderer kam aus Ostpreußen, gefolgt von Württemberg, Kurhessen und Schleswig-Holstein. Insgesamt verdreifachte sich die Bevölkerung Australiens zwischen 1850 und 1860 und wuchs auf 1,2 Millionen Einwohner.